# 志高湖

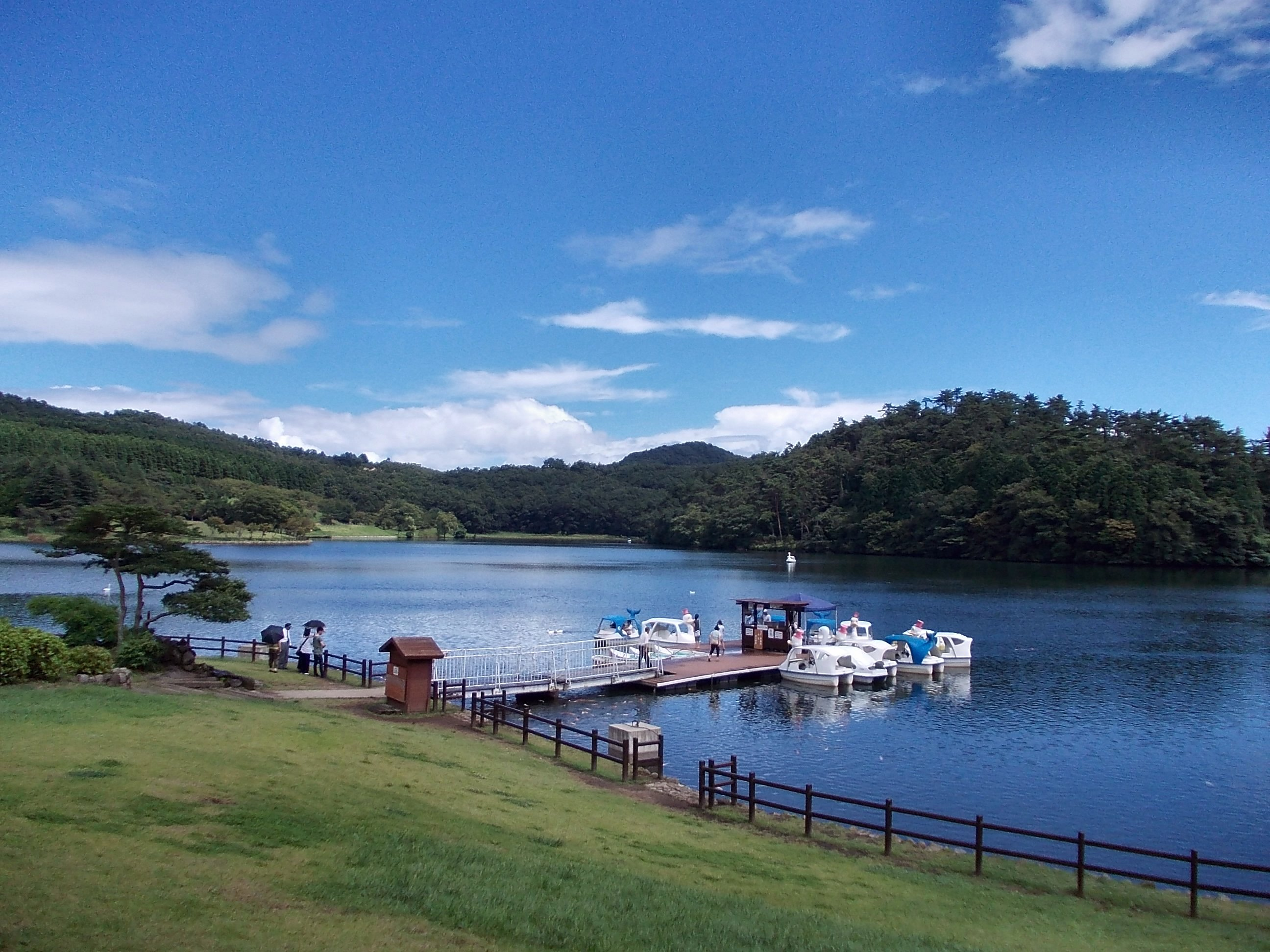
志高湖

志高湖（しだかこ）は、大分県別府市の鶴見岳南東側山腹にある湖。阿蘇くじゅう国立公園に含まれており、戦前は別府三勝のうちの一つとしても有名であった、別府を代表する観光地の一つである。

## 概要
海抜約600mの高原にある周囲約2km、湖面積約90,000m2、水深約2 - 5m、貯水量約250ktの湖。流出河川が無い無口湖である。
全体が株式会社RECAMPが運営するRACAMP別府志高湖というキャンプ場になっており、日中は観光客の受入れもしている。またフォレストアドベンチャー別府も同敷地内で営業している。（2023年現在）
湖には白鳥が遊び、鯉が放流されている。また、南東側に位置しハナショウブの名所として名高い神楽女湖とは、遊歩道で結ばれている。
志高湖は鶴見岳の噴火の地形変動でくぼんだ土地に雨水が溜まってできた湖である。しかし、アオコの発生により水質が悪化することがあるため、湖水の浄化のために琵琶湖固有種のイケチョウガイの試験的な導入が進められている。
1968年（昭和43年）7月19日には、レーシングカートなどを呼び物とした遊園地・志高ユートピアが湖畔に開園。ケーブルラクテンチとの間を結ぶロープウェイやリフトも整備されたが、2003年（平成15年）に休園している。
また、その翌年の1969年（昭和44年）には、別府市直営の国民宿舎しだかが開業。志高湖観光の中心的施設として親しまれたが、施設の老朽化などにより1999年（平成11年）1月に営業を終了した。
湖畔では、1958年（昭和33年）には第9回全国植樹祭が、1977年（昭和52年）には、第1回全国育樹祭が開催されている。

## 主要施設
- RECAMP別府志高湖
- フォレストアドベンチャー別府